# NGC 4037
NGC 4037 ist eine Balken-Spiralgalaxie vom Hubble-Typ SBb im Sternbild Coma Berenices am Nordsternhimmel. Sie ist schätzungsweise 38 Millionen Lichtjahre von der Milchstraße entfernt und hat einen Durchmesser von etwa 30.000 Lichtjahren. Gemeinsam mit 126 weiteren Galaxien bildet sie die NGC-4472-Gruppe (LGG 292).

Im selben Himmelsareal befindet sich die Galaxie NGC 4019.
Das Objekt wurde am 8. April 1784 von Wilhelm Herschel entdeckt.